# Luftkampftaktik
Die Luftkampftaktik beschäftigt sich mit der planmäßigen Erringung von Vorteilen im Luftkampf. Diese hat sich von der Zeit des Ersten Weltkriegs bis heute aufgrund des technologischen Fortschritts verändert.

## Luftkampftaktik im Ersten Weltkrieg
Vor und zu Beginn des Ersten Weltkrieges wurden die frühen Militärflugzeuge vor allem zur Feindaufklärung eingesetzt. Aber schon bald fanden die ersten Kampfhandlungen zwischen Flugzeugen statt. Anfangs wurde noch mit mitgeführten Karabinern oder gar Pistolen aufeinander geschossen. Dann begann man, zweisitzige Flugzeuge mit einem schwenkbaren Maschinengewehr für den Beobachter auszustatten. Von der Entwicklung einer Luftkampftaktik kann man aber erst mit der Einführung der nach vorne schießenden MGs sprechen. Nun war es möglich, den Gegner auszukurven und so in eine günstige Schussposition zu kommen. Dies war der Beginn der Entwicklung der Jagdflugzeuge und Überlegungen zu deren Kampftaktik. Technisch wurde dies durch die Entwicklung eines nockenwellenbetätigten Synchrongetriebes ermöglicht, mit dessen Hilfe durch den Propellerkreis geschossen werden konnte, ohne dass der eigene Propeller getroffen wurde.
Etwa gleichzeitig wurde damit begonnen, Bomben von Flugzeugen abzuwerfen. Anfangs geschah das noch von Hand, doch bald wurde ein Abwurfmechanismus eingeführt. Daraus entstand ein weiterer spezieller Flugzeugtyp, der Bomber, und auch bei dieser Gattung wurden geeignete Kampftaktiken entwickelt, um einen möglichst effizienten Einsatz zu gewährleisten.
Auf deutscher Seite waren es die Flieger Max Immelmann und Oswald Boelcke, die ihre Erfahrungen und ihre Vorgehensweise im Luftkampf zu einer allgemeingültigen Taktik formulierten, die dann auch systematisch gelehrt wurde. Diese Grundsätze haben teilweise bis heute ihre Gültigkeit.

## DieDicta Boelcke
Boelcke bildete seine Flugzeugführer sorgfältig aus und beobachtete ihr Verhalten im Luftkampf genau, um ihre Leistungen weiter zu verbessern.
Die wichtigsten Regeln fasste er in den Dicta Boelcke zusammen:
1. Sichere Dir die Vorteile des Luftkampfes (Geschwindigkeit, Höhe, Überraschungsmoment, zahlenmäßige Überlegenheit, Position), bevor Du angreifst. Greife immer aus der Sonne an.
2. Wenn Du den Angriff begonnen hast, bringe ihn auch zu Ende.
3. Feuere das MG aus nächster Nähe ab und nur, wenn Du den Gegner sicher im Visier hast.
4. Lasse den Gegner nicht aus den Augen.
5. In jeglicher Form des Angriffs ist eine Annäherung an den Gegner von hinten erforderlich.
6. Wenn Dich der Gegner im Sturzflug angreift, versuche nicht, dem Angriff auszuweichen, sondern wende Dich dem Angreifer zu.
7. Wenn Du Dich über den feindlichen Linien befindest, behalte immer den eigenen Rückzug im Auge.
8. Für Staffeln: Greife prinzipiell nur in Gruppen von 4 bis 6 an. Wenn sich der Kampf in lauter Einzelgefechte versprengt, achte darauf, dass sich nicht viele Kameraden auf einen Gegner stürzen.

## Luftkampftaktik im Zweiten Weltkrieg

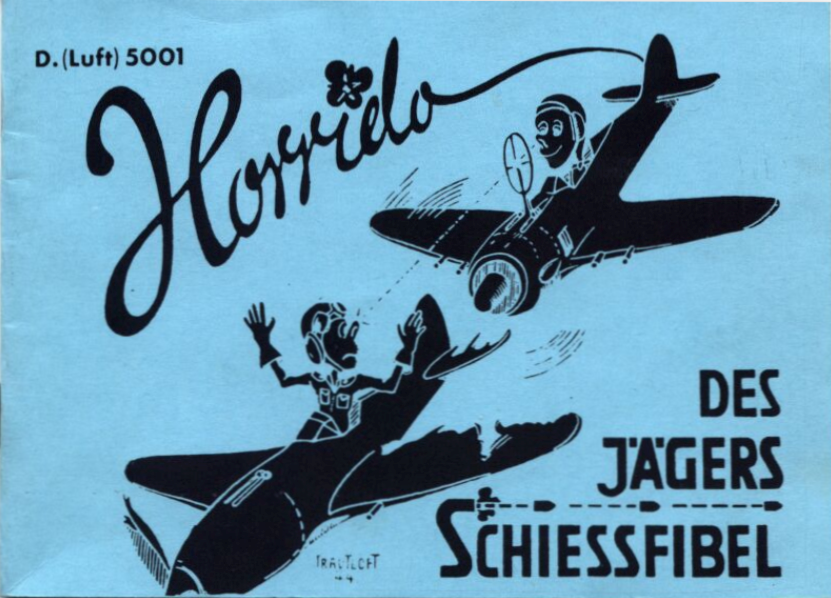
Anleitung zur Luftkampftaktik, Dienstanweisung der Luftwaffe 1944

Im Zweiten Weltkrieg wurde die Ära der Doppeldecker beendet, freitragende Ganzmetall-Eindecker waren nun die Regel. Die Motorleistungen stiegen stark, die Flugzeuge wurden schneller. Die Doppeldecker-Jagdflugzeuge im Ersten Weltkrieg erreichten höchstens 200 km/h, zu Beginn des Zweiten Weltkrieges flogen die Jäger etwa 500 km/h. 1945 wurden mit Kolbenmotor-Flugzeugen über 700 km/h erreicht. Durch die Ganzmetallausführung waren sie auch besser gegen Beschuss geschützt, aerodynamisch günstiger und sehr viel verwindungssteifer als die stoffbespannten Doppeldecker. Dies ermöglichte höhere Sturzgeschwindigkeiten, Bombenlasten, Beschleunigungen und g-Belastungen, allerdings sanken Wendigkeit und maritime Einsatzmöglichkeiten durch das massiv gestiegene Gewicht.
Die Prinzipien der Dicta Boelcke blieben grundsätzlich weiterhin bestehen, jedoch ergänzt durch einige neue Taktiken und Flugmanöver, wie dem Schwarm, der von den deutschen Piloten Günther Lützow und Werner Mölders im Spanischen Bürgerkrieg entwickelt worden war.

## Luftkampftaktik mit Lenkwaffen
Kurz nach dem Krieg begann man mit der Entwicklung von gelenkten Luft-Luft-Raketen. Die ersten einsatzbereiten Lenkraketen waren mit Infrarot-Suchkopf ausgestattet und nur für kurze Distanzen unter 5 km geeignet.
In den 1970er-Jahren entwickelte man radargelenkte Luft-Luft-Raketen, mit denen durch neuentwickelte Langstreckenradare erstmals Ziele außerhalb der Sichtweite bekämpft werden konnten (bis 50 km).